# リュディア語
リュディア語（リュディアご、Lydian language）は、かつてアナトリア半島西部のリュディア（今のトルコ）で使用されていたインド・ヨーロッパ語族の言語。インド・ヨーロッパ語族のアナトリア語派に属する。
アナトリア語派内部でリュディア語の占める位置は独特で、かつ問題がある。第1に、言語を理解するための物証がいまだに限定的であること、第2に、ほかのアナトリア諸語と異なる多くの特徴をこの言語が持っていることである。これらの特徴が前リュディア語だけに起きた二次的な発達なのか、ほかのアナトリア語派の言語が失った特徴をリュディア語が維持しているのかは、今のところ不明である。より充分な知識が得られないかぎり、アナトリア語派におけるリュディア語の位置づけは「特殊」とせざるを得ない。
リュディア語は、紀元前8世紀末から紀元前7世紀にかけての落書きや硬貨の刻文にはじまり、紀元前3世紀までの資料が残るが、よく保存された、ある程度長い碑文となると、紀元前5-4世紀のアケメネス朝ペルシア支配下のものに限られている。したがって、リュディア語の資料は実質的にリュキア語と同時代に属する。
現存するリュディア語の資料は100あまりがあり、いくつかを除いてリュディアの首都であるサルディスおよびその近郊で発見された。しかし、碑文のうち、数語を越える長さをもち、かつ比較的完全な形で残っているものは30未満に過ぎない。碑文の大半は石に刻まれており、内容的には墓碑であるが、いくつかは勅令であり、6つはおそらく韻文であって、強勢による韻律を持ち、詩行の末で母音韻を踏む。墓碑銘は典型的には eś wãnaś（この墓）という語ではじまる。ほかに短い落書きがある。
ストラボンによると、彼の時代（紀元前1世紀）にリュディア語はリュディア本土から失われていたが、アナトリア西南部のキビュラ（今のギョルヒサル）のリュディア植民地で、町を作った人々の末裔によってまだ話されていたという。

## 表記体系
リュディア語の文字は厳密なアルファベットであり、ギリシア語またはアナトリア西部の言語の文字に由来するか関連するが、正確な関連性は今もよくわかっていない。古い時代の文章は左横書きと右横書きの両方がある。新しいものは右横書きのみである。単語の区切りはあったりなかったりする。ギリシア文字と関係するアルファベットで書かれた100を越えるリュディア語のテクストは、主に古代の首都であるサルディスで発見された。その中には勅令や墓碑銘などを含み、韻文になっているものもある。大部分は紀元前5-4世紀にかけて書かれたものだが、いくつかは紀元前7世紀にさかのぼる。

## 音声
リュディア語には7つの母音がある。a, e, i, o, u の5母音と、鼻音の前に現れる鼻母音 ã, ẽ である。ã は an と見なせる。ã と ẽ の違いについては議論がある。ẽ は [e] の鼻母音ではなかったらしい。e, o, ã, ẽ の4つは強勢のある音節においてのみ出現する。y は i または e の、おそらく強勢がない場合の異音を表すために稀に用いられる。
子音のうちいくつかは音価がはっきりしない。破裂音では無声と有声を音韻的に区別しない。/p t k/ は、鼻音とおそらく /r/ の前で有声化した。
リュディア語は子音結合が多いという特徴をもつ。これは、語末の短母音が消失したことと、はげしく語中音消失が起きたことによる。このような子音連続において、書かれていないが実際には [ə] があったかもしれない。
|        | 唇音       | 歯音 歯茎音 | 後部歯茎音 硬口蓋音 軟口蓋音 | 唇音化軟口蓋音 |          |
| ------ | ---------- | ----------- | ---------------------------- | -------------- | -------- |
| 破裂音 | b [p]      | t           | k                            | q [kʷ]         |          |
| 鼻音   | m          | n           | ν [ɲ~ŋ?]                     | ν [ɲ~ŋ?]       | ν [ɲ~ŋ?] |
| 破擦音 |            | τ [ts~tʃ?]  | τ [ts~tʃ?]                   |                |          |
| 破擦音 | c [dz~dʒ?] |             |                              |                |          |
| 摩擦音 | f          | ś [s]       | s [ʃ~ç?]                     |                |          |
| 摩擦音 | v          | d [z~ð?]    |                              |                |          |
| 流音   |            | l r         | λ [ʎ]                        |                |          |

## 形態論
名詞と形容詞は単数形と複数形、生物と無生物の2つの性を区別する。格は主格・対格・与格＝処格の3種類の格のみが確認されている。ほかの格もあったかもしれないが、資料不足によって不明となっている。

## 統辞論
リュディア語は基本的にSOV型であるが、文の構成要素を動詞の次に移動させることがある。リュディア語は後置詞が少なくとも1つある。通常、名詞を修飾する語は修飾される名詞の前に置かれる。

## 例文と語彙
20世紀初頭にアメリカの発掘した34の碑文のひとつである、リュディア語とアラム語の2言語碑文は、限定的ながらロゼッタ・ストーンの役割を果し、リュディア語の深く堅固な理解のための最初の材料になった。
碑文の第1行は失われている。リュディア語部分の8行は以下のようである。
| テクスト | 翻字 |
| --- | --- |
| 𐤨𐤮𐤮𐤤 𐤣𐤰𐤭𐤪 𐤯𐤳𐤤 𐤷𐤩𐤩𐤦𐤨𐤠𐤡 𐤷𐤩𐤳𐤦 𐤷𐤠𐤭[𐤬] [𐤮𐤠𐤫𐤵𐤥] 𐤫𐤵𐤥 𐤷𐤳𐤤 𐤯𐤳𐤦 𐤯𐤦𐤨𐤣𐤰𐤨 𐤨𐤠𐤩𐤤𐤲 𐤨𐤠𐤳𐤦𐤭𐤲𐤠𐤩[𐤷𐤠] 𐤫 𐤯𐤦𐤨𐤠 𐤣𐤦𐤩𐤠𐤨𐤰𐤩𐤦𐤳 𐤣𐤦𐤩𐤦𐤩𐤪𐤰𐤨 𐤣𐤦𐤩𐤤𐤫𐤠𐤪 𐤠𐤣𐤠𐤨 𐤣𐤬𐤥𐤭𐤠𐤯𐤷𐤡[𐤳𐤦𐤲𐤵] 𐤸𐤠𐤸𐤳𐤤 𐤨𐤰𐤡 𐤷𐤠𐤫𐤵𐤥 𐤷𐤳𐤤 𐤷𐤰𐤭𐤪 𐤷𐤳𐤤 𐤬𐤥𐤭𐤠𐤯𐤷𐤡 𐤷𐤠𐤫𐤵𐤥 𐤷𐤳𐤤 𐤯𐤳𐤦 𐤣𐤰𐤨 𐤯𐤦𐤨𐤰𐤡 𐤸𐤨𐤠𐤳𐤦𐤭𐤦𐤲𐤠𐤩[𐤣] 𐤮𐤰𐤪𐤦𐤯𐤭𐤠 𐤷𐤪𐤨𐤠𐤱 𐤣𐤦𐤱𐤦𐤷𐤳𐤫𐤶𐤱 𐤨𐤷𐤩𐤤𐤲 𐤳𐤦𐤲𐤵𐤫 𐤫𐤦𐤯𐤨𐤠 𐤨𐤷𐤠𐤭𐤦𐤡 𐤷𐤠𐤭𐤠𐤠 𐤳𐤦𐤳𐤪𐤰𐤩𐤰𐤨 𐤨𐤰𐤪𐤦𐤯𐤭𐤠 𐤳𐤦𐤳𐤪𐤦𐤮𐤡𐤦 𐤯𐤫𐤶𐤲𐤠𐤡𐤹𐤥 𐤷𐤩𐤦𐤡 𐤨𐤷𐤩𐤤𐤲 𐤷𐤠𐤭𐤦𐤲 𐤨𐤷𐤰𐤱𐤬𐤨 𐤷𐤠𐤣𐤦𐤷𐤨 | [o]raλ islλ bakillλ est mrud eśśk [wãnaś] laqrisak qelak kudkit ist esλ wãn[aλ] bλtarwod akad manelid kumlilid silukalid akit n[ãqis] esλ mruλ buk esλ wãnaλ buk esνaν laqirisaν bukit kud ist esλ wãnaλ bλtarwo[d] aktin nãqis qelλk fẽnsλifid fakmλ artimuś ibśimsis artimuk kulumsis aaraλ biraλk kλidaλ kofuλk qiraλ qelλk bilλ wcbaqẽnt |

### 単語の例
𐤠𐤭𐤬  - Ora - （暦の）月
𐤠𐤳𐤦𐤭𐤲𐤠𐤩  - Laqrisa - 壁
𐤠𐤭𐤦𐤡  - - Bira - 家
𐤠𐤭𐤦𐤲  - Qira - 土地、畑、不動産

### 現代に残るリュディア語
今も国際的に使われるリュディア語起源の単語としては、ラブリュス（両刃斧）がそうであるかもしれない。この語は非ギリシア語で、リュディア語碑文には出現しないものの、プルタルコスは「リュディア人は斧をラブリュスと呼ぶ」と言っている。
ほかのリュディア語からの借用語には、僭主を意味する語(英語: tyrant)がある。この語は紀元前8-7世紀のメルムナデス朝を建てたギュゲース王を指すために、古代ギリシアの資料において否定的なニュアンスを持たずに使われている。この語は彼が生まれた町の古典古代における名であるテュッラ（今のトルコのティレ）に由来するかもしれない。
元素名のモリブデンは、古代ギリシア語の μόλυβδος (mólybdos)「鉛」に由来し、この語はミケーネ・ギリシャ語で mo-ri-wo-do と書かれているが、リュディア語の mariwda-（暗い）の借用語と推測されている。

## 関連文献
- Fortson, Benjamin W. (2004). Indo-European Language and Culture : An Introduction. Malden, Massachusetts: Blackwell Textbooks in Linguistics. ISBN 1-4051-0316-7
- Gérard, Raphaël (2005) (French). Phonétique et morphologie de la langue lydienne. Louvain-la-Neuve: Peeters Publishers. ISBN 90-429-1574-9
- Gusmani, Roberto (1980–1986). Lydisches Wörterbuch. Mit grammatischer Skizze und Inschriftensammlung. Ergänzungsband 1-3, Heidelberg （ドイツ語）
- Melchert, Craig (2004). “Lydian”. In Roger D. Woodard. The Cambridge Encyclopedia of the World's Ancient Languages. Cambridge University Press. pp. 601-607. ISBN 0-521-56256-2
- Shevoroshkin, V. The Lydian Language, Moscow, 1977.

- 大城光正、吉田和彦『印欧アナトリア諸語概説』大学書林、2008年。ISBN 9784475017954。